# Лопес, Дайана
Дайана Лопес (англ. Diana Lopez, родилась 7 января 1984 в Хьюстоне) — американская тхэквондистка никарагуанского происхождения, чемпионка мира 2005 года, бронзовый призёр Олимпиады 2008 года в Пекине (категория до 57 кг).
У неё есть старшие братья Стивен, Марк (оба также участвовали в пекинской Олимпиаде) и Джин (её личный тренер). В 2005 году Дайана вместе со Стивеном и Марком стали чемпионами мира на первенстве в Мадриде и вошли в историю как первые сиблинги, выигравшие одновременно титулы чемпионов мира в одном и том же виде спорта. В 2008 году они втроём квалифицировались на Олимпийские игры (этот случай стал вторым в истории, когда на Олимпиаду квалифицировались не менее трёх родных братьев или сестёр).